# Nike-Stellung Mainbullau

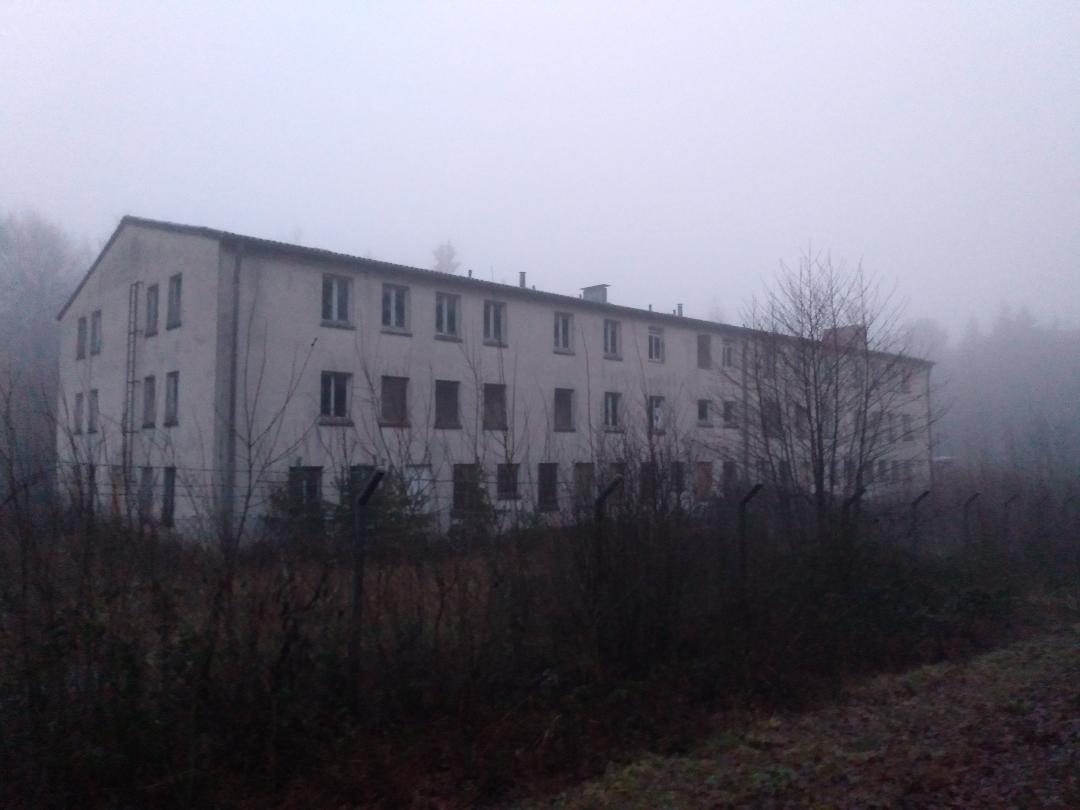
Nike-Stellung Mainbullau – Ruine der Kaserne (Aufnahme Dezember 2021)

Die Nike-Stellung bei Mainbullau, einem Ortsteil der Stadt Miltenberg im Landkreis Miltenberg in Bayern, war ein Raketenstartplatz der US-Armee aus der Zeit des Kalten Krieges.
Die Anlage wurde von Ende der 1950er Jahre bis 1992 auf verschiedene Weise durch das Militär genutzt. Nach dem Abzug der US-Streitkräfte werden das Gelände und die noch vorhandenen Gebäude größtenteils durch die Maxiholz GmbH belegt, die dort Holzhackschnitzel herstellt. Der Schießstand beim ehemaligen Feuerleitbereich wird von Mitgliedern des Deutschen Jagdverbandes genutzt.

## Geographische Lage
Das Militärgelände wurde auf dem bewaldeten 464 Meter hohen Steinkopf im Odenwald errichtet, einem langgezogenen Höhenzug hoch über dem nach Südwesten abfallenden Taleinschnitt des Ohrenbachs und nordwestlich von Mainbullau. Die Raketenbatterie verteilte sich linear entlang einer West-Ost-Achse von eineinhalb Kilometer Länge. Die Anbindung an das überörtliche Straßennetz erfolgte von Mainbullau aus über eine befestigte Stichstraße.

## Geschichte
In der zweiten Hälfte der 1950er-Jahre begannen die US-Streitkräfte damit, das neu entwickelte Nike-Flugabwehrraketensystem auch in Europa zu stationieren. Es sollte eine Verteidigung gegen hochfliegende nuklear bestückte Bomber des Warschauer Paktes gewährleisten. Ursprünglich war vorgesehen, eine Feuerstellung für, auch mit nuklearem Gefechtskopf bestückbare, Nike-Ajax- und später Nike-Hercules-Raketen, auf dem Höhenzug nahe Vielbrunn und des bereits bestehenden Munitionslagers Hainhaus aufzustellen. Dieser Standort traf allerdings auf Widerstand der lokalen Gremien, primär wegen des Verbrauchs an gutem Ackerland. Schließlich wurde ein Waldstück oberhalb von Mainbullau ausgewählt.
Die Anlage bestand aus drei Teilen, hier beschrieben gemäß ihrer Anordnung von West nach Ost. Dem Feuerleitbereich IFC (Integrated Fire Control) mit Radaranlagen auf dem Gipfel des Steinkopfes, dem Wohnbereich mit Kaserne und Kraftfahrzeug-Wartungsgebäude und dem Startbereich (Launching Area) direkt benachbart zur Flur von Mainbullau. Dort befanden sich Gebäude zur Wartung der Sprengköpfe und Flugkörper, Bunker zur Lagerung, mehrere Hangars zur Unterbringung der Startwagen und betonierte Abschussflächen. Stationiert war hier die B-Batterie der 1st Battalion der 67th Air Defense Artillery Division mit etwa 80 bis 130 Soldaten.
Nach Abzug der Nike-Hercules-Raketen Mitte 1969 war das Gelände für etwa ein Jahrzehnt unbelegt. Anfang der 1970er-Jahre war es eine Zeitlang als QRA-Zone (Quick Reaction Alert), für das mit nuklear bestückten ballistischen Kurzstreckenraketen des Typs Pershing I ausgerüstete 3rd Bn, 84th FA der 56th Field Artillery Brigade aus Neckarsulm, vorgesehen. Die damalige NATO-Bezeichnung lautete „Interim Pershing Site 19“.
Als letzter militärischer Nutzer wurde schließlich 1979, parallel zum Ausbau des Munitionslagers Hainhaus, die 2043rd CSG (Ord) (Civilian Support Group Ordnance, Zivilangestellte der US-Armee) in Mainbullau stationiert. Die Einheit war für die Handhabung und Wartung der Munition in den Depots Hainhaus (PSP 5J) und Wertheim (PSP 6J) zuständig und nutzte primär die eigentliche Kaserne als Unterkunft. 1992 wurde das Gelände schließlich vom Militär geräumt.
In den 2000er-Jahren scheiterte der Versuch, im Gebiet des IFC Windkraftanlagen zu errichten.